# Ред-Банк (Нью-Джерсі)
Ред-Банк (англ. Red Bank) — місто (англ. borough) в США, в окрузі Монмаут штату Нью-Джерсі. Населення — 12 936 осіб (2020).

## Географія
Ред-Банк розташоване за координатами 40°20′55″ пн. ш. 74°3′59″ зх. д. / 40.34861° пн. ш. 74.06639° зх. д. (40.348696, -74.066472).  За даними Бюро перепису населення США в 2010 році місто мало площу 5,60 км², з яких 4,50 км² — суходіл та 1,10 км² — водойми.

### Клімат
| Клімат : Ред-Банк     | Клімат : Ред-Банк | Клімат : Ред-Банк | Клімат : Ред-Банк | Клімат : Ред-Банк | Клімат : Ред-Банк | Клімат : Ред-Банк | Клімат : Ред-Банк | Клімат : Ред-Банк | Клімат : Ред-Банк | Клімат : Ред-Банк | Клімат : Ред-Банк | Клімат : Ред-Банк | Клімат : Ред-Банк |
| Показник              | Січ.              | Лют.              | Бер.              | Квіт.             | Трав.             | Черв.             | Лип.              | Серп.             | Вер.              | Жовт.             | Лист.             | Груд.             | Рік               |
| Середній максимум, °C | 5,0               | 6,1               | 10,0              | 15,0              | 20,0              | 25,6              | 28,3              | 27,2              | 24,4              | 18,9              | 13,3              | 7,8               | 16,9              |
| Середній мінімум, °C  | −4,4              | −3,3              | 0,6               | 5,0               | 10,0              | 16,1              | 18,9              | 18,3              | 14,4              | 7,8               | 3,3               | −1,7              | 7,1               |
| Норма опадів, мм      | 105               | 84                | 106               | 106               | 113               | 83                | 114               | 128               | 102               | 83                | 101               | 99                | 1223              |
| --------------------- | ----------------- | ----------------- | ----------------- | ----------------- | ----------------- | ----------------- | ----------------- | ----------------- | ----------------- | ----------------- | ----------------- | ----------------- | ----------------- |
| Джерело:              |                   |                   |                   |                   |                   |                   |                   |                   |                   |                   |                   |                   |                   |

## Демографія
Згідно з переписом 2010 року, у селищі мешкало 12 206 осіб у 4929 домогосподарствах у складі 2471 родини. Було 5381 помешкання
Расовий склад населення:
| - 63,2 % — білих - 12,4 % — чорних або афроамериканців - 1,9 % — азіатів - 1,0 % — корінних американців - 0,1 % — вихідців з тихоокеанських островів - 18,6 % — осіб інших рас |

До двох чи більше рас належало 2,9 %. Частка іспаномовних становила 34,4 % від усіх жителів.
За віковим діапазоном населення розподілялося таким чином: 20,4 % — особи молодші 18 років, 66,9 % — особи у віці 18—64 років, 12,7 % — особи у віці 65 років та старші. Медіана віку мешканця становила 35,2 року. На 100 осіб жіночої статі у селищі припадало 103,6 чоловіків;  на 100 жінок у віці від 18 років та старших — 103,5 чоловіків також старших 18 років.
Середній дохід на одне домашнє господарство  становив 89 637 доларів США (медіана — 62 028), а середній дохід на одну сім'ю — 105 698 доларів (медіана — 63 977). Медіана доходів становила 49 483 долари для чоловіків та 48 719 доларів для жінок. За межею бідності перебувало 14,9 % осіб, у тому числі 20,6 % дітей у віці до 18 років та 15,0 % осіб у віці 65 років та старших.
Цивільне працевлаштоване населення становило 6617 осіб. Основні галузі зайнятості: освіта, охорона здоров'я та соціальна допомога — 23,2 %, мистецтво, розваги та відпочинок — 15,6 %, науковці, спеціалісти, менеджери — 15,1 %.